# Monadologie

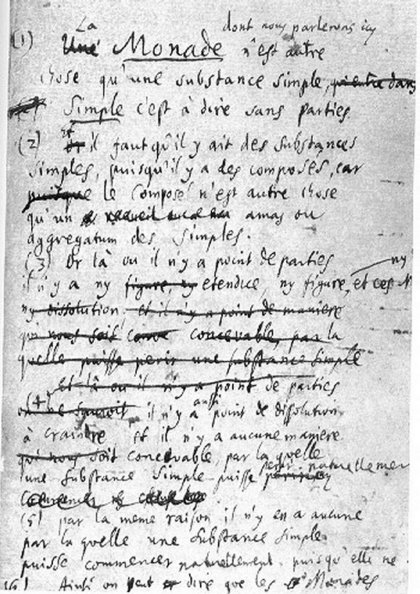
Manuskriptseite der Monadologie

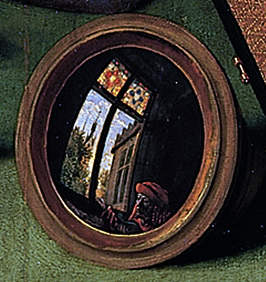
Quentin Massys (1466–1530): Le prêteur et sa femme (Ausschnitt)

Die Monadologie (von griechisch μονάς monás „Eins“, „Einheit“) ist die von Gottfried Wilhelm Leibniz begründete Monadenlehre und Titel des Werkes von 1714, in dem er diese in 90 Paragraphen darlegt. Die dort erläuterte Monadologie ist die Lehre von den Monaden oder einfachen Substanzen bzw. letzten Elementen der Wirklichkeit und ist das zur Lösung metaphysischer Probleme dienende Kernstück der Philosophie Leibniz’.
Dabei ist zu bemerken, dass das Werk keine umfassende Darstellung von Leibniz’ philosophischem System bietet und von ihm nicht zur Veröffentlichung vorgesehen worden war. Vielmehr verfasste Leibniz den Text mit dem Ziel, die metaphysische Komponente seines philosophischen Systems dem Gelehrtenkreis um den französischen Platoniker Nicolas François Rémond darzulegen. Den Text ließ Leibniz Rémond im Juli 1714 unter dem Titel Eclaircissement sur les Monades zukommen. Der deutsche Titel Monadologie wurde von Heinrich Köhler in seiner ersten Übersetzung ins Deutsche aus dem Jahre 1720 gewählt.

## Inhalt
Die Urmonade ist Gott; alle anderen Monaden sind ihre Erzeugnisse; sie können nur von Gott vernichtet oder erschaffen werden und nicht von selbst entstehen oder vergehen. Die Welt besteht aus Aggregaten von vielen Monaden, die alle voneinander verschieden und jedoch insofern gleichsam als Entelechien autonom tätig sind, als sie Appetit (von frz. appétitions, oft auch mit Begehrungen übersetzt) auf und die Fähigkeit zur Perzeption aufweisen (Prinzip der Vielheit in der Einheit). Als „Perzeption“ versteht Leibniz den bloßen Vorgang der fortwährenden Wahrnehmung selbst. Perzeptionen seien prinzipiell nicht durch bloß mechanische Gründe erklärbar: Selbst wenn man eine Maschine bauen könnte, die zu Perzeptionen befähigt wäre und die man betreten könnte, würde man im Inneren nur sich stoßende Teile vorfinden, niemals aber eine Erklärung für eine Perzeption. Eine solche Maschine gleiche einer Mühle: „Dies vorausgesetzt, wird man bei Besichtigung des Innern nichts anderes finden, als etliche Triebwerke, deren eins das andere bewegt, aber gar nichts, was hinreichen würde, den Grund irgend einer Vorstellung zu ergeben.“
Jede Pflanze, jedes Mineral, ja jeglicher Materiepartikel (bis ins unendlich Kleinste, die Monade selbst) ist ein Körper mit (kontingent) dazugehöriger Monade mit je unterschiedlichen Graden unbewusster Vorstellungen (der Maßstab, nach dem alle Monaden voneinander verschieden sind); Monaden als Tierseelen haben Empfindung und Gedächtnis. Die menschliche Seele (Geist) ist ebenfalls eine Monade und unterscheidet sich nur insofern von den Tierseelen, als sie (qua Satz vom zureichenden Grund und Satz vom Widerspruch) vernunftbegabt ist. Außerdem kommt zu den Perzeptionen und Appetitionen in der menschlichen Seele noch die Apperzeption hinzu – Selbstwahrnehmung bzw. Selbstbewusstsein – und Einsicht in die notwendigen und ewigen Wahrheiten, einschließlich der Möglichkeit einer Gottesvorstellung. (Leibniz verbindet hiermit auch eine Disposition der Menschen (bzw. Geister) zum sozialen Zusammenschluss in der moralischen Welt des Gottesstaates.)
Jede Monade kreist in sich – nichts kommt aus ihr heraus und nichts in sie hinein: Sie „[…] haben keine Fenster, durch die irgend etwas ein- oder austreten könne“, weshalb sie auch keine Wirkung aufeinander ausüben können, wiewohl sie aber jede für sich „[…] ein immerwährender lebendiger Spiegel des Universums“ sind. Jede Monade drückt wie ein lebendiger Spiegel aus ihrer Perspektive die ganze Welt aus, je nach Seinsstufe. Allerdings perzipiert sie, bis auf Gott, der für vollständige Proportionalität gesorgt hat, das Universum nie vollständig in aller Deutlichkeit, da sie den ihr zugehörigen Körper stets deutlicher vorstellt als den Rest.
Der Zusammenhang der Monaden wird durch die Prästabilierte Harmonie gewährleistet, die dafür sorgt, dass Gott die Vollkommenheit der Monaden (gleichsam vom Anbeginn der Dinge an und für alle Zeiten) aufeinander abstimmt, und aus der sich ihre Wirkung aufeinander und deren Stärke ableitet: Je vollkommener ein Geschöpf ist, desto mehr Gründe gibt es aufgrund seiner Natur a priori, dass es Wirkung auf ein anderes Geschöpf ausübt. Nach diesem Prinzip sind die Prozesse aller Monaden miteinander synchronisiert: Sie sind tätig, insofern sie deutliche Perzeptionen haben, und sie leiden, insofern sie verworrene Perzeptionen haben.
Nur Gott hat adäquate und vollsachliche monadologische Vorstellungen, da er, als höchste und absolut vollkommene Substanz („Ursprüngliche Einheit“ bzw. „Ursubstanz“), auch das Höchstmaß an Realität in sich hat, die durch nichts begrenzt wird. Gott ist auch die einzige Macht, die über das Sein der Monaden bestimmt: Da Monaden aufgrund ihrer Einfachheit nicht dem natürlichen Entstehen und Vergehen der aus Teilen zusammengesetzten Körper unterworfen sind, können sie nur durch Schöpfung entstehen und nur durch Vernichtung vergehen.

## Ausgaben
- Gottfried Wilhelm Leibniz: Lehr-Sätze über die Monadologie, ingleichen von Gott und seiner Existentz, seinen Eigenschafften und von der Seele des Menschen etc. wie auch Dessen letzte Vertheidigung seines Systematis Harmoniae praestabilitae wider die Einwürffe des Herrn Bayle. Aus dem Französischen übersetzt von Heinrich Köhler. Meyers sel. Witwe Buchhandlung in Jena, Frankfurt und Leipzig 1720.
- G. W. Leibniz: Monadologie (Französisch/Deutsch). Übersetzt und herausgegeben von Hartmut Hecht, Reclam, Stuttgart 1998, ISBN 3-15-007853-9.
- Nicholas Rescher: G. W. Leibniz's Monadology. An Edition for Students. Pittsburgh 1991, ISBN 0-8229-5449-4 (Französischer Text, englische Übersetzung, Parallelstellen in anderen Werken und Kommentar).

## Einzelbelege
1. ↑  Vgl. P. Prechtl (Hrsg.): Philosophie. Metzler kompakt, Stuttgart 2005, S. 121.
2. ↑  Hubertus Busche: Einführung. In: Hubertus Busche (Hrsg.): Gottfried Wilhelm Leibniz. Monadologie. Akademie-Verlag, Berlin 2009, S. 1–35, hier: S. 3.
3. ↑  Hubertus Busche: Einführung. In: Hubertus Busche (Hrsg.): Gottfried Wilhelm Leibniz. Monadologie. Akademie-Verlag, Berlin 2009, S. 1–35, hier: S. 3f.
4. ↑  Franz-Peter Burkard, Franz Wiedmann: dtv-Atlas zur Philosophie: Tafeln und Texte. Dt. Taschenbuch-Verlag, 1991, ISBN 978-3-423-03229-2, S. 113.
5. ↑  Robert von Zimmermann (Kommentar und Übersetzung): Monadologie. Deutsch mit einer Abhandlung über Leibnitz' und Herbart's Theorien des wirklichen Geschehens. Braumüller & Seidel, Wien 1847, IX, § 17, S. 15; französisch: „Et cela posé, on ne trouvera, en le visitant au dedans que des pieces qui se poussent les unes les autres, et jamais de quoy expliquer une perception.“ In: Monadologie (Édition Gerhardt, 1885), IX, § 17